# Редішоара
Редішоара (рум. Redișoara) — село у повіті Олт в Румунії. Входить до складу комуни Редя.
Село розташоване на відстані 146 км на захід від Бухареста, 43 км на південь від Слатіни, 52 км на південний схід від Крайови.

## Населення
За даними перепису населення 2002 року у селі проживали 588 осіб, усі — румуни. Усі жителі села рідною мовою назвали румунську.